# Harry Sewell
Harry Sewell (eigentlich Henry Sewell; * 8. Oktober 1882 in Ilkeston; † 15. September 1953 ebd.) war ein britischer Hindernisläufer.
Bei den Olympischen Spielen 1908 in London wurde er Fünfter über 3200 m Hindernis.